# Daniel Brennan (rugby à XV)
Pour les articles homonymes, voir Daniel Brennan et Brennan.

a Compétitions nationales et continentales officielles uniquement.

b Matchs officiels uniquement.
Dernière mise à jour le 16 mars 2024.
Daniel Brennan, né le 23 septembre 1998 à Dublin (Irlande), est un joueur franco-irlandais de rugby à XV jouant au poste de pilier gauche au RC Toulon.
Formé au Stade toulousain, où il ne joue qu'un seul match, il rejoint le Montpellier HR en 2018. Cependant, ne parvenant pas à s'y imposer, il s'engage avec le CA Brive en 2020.
Il est le fils du rugbyman irlandais Trevor Brennan et le frère de Joshua Brennan.

## Biographie

### Jeunesse et formation
Daniel Brennan naît à Dublin, en Irlande mais rejoint très tôt la France, plus précisément Toulouse, où son père, Trevor Brennan, joue au rugby à XV avec le Stade toulousain,. Enfant, il découvre naturellement le rugby dans le club de la ville rose. En 2016, il signe un contrat espoir de deux ans avec son club formateur. Durant sa formation, il joue au poste de pilier droit. En parallèle de sa carrière en club, il est international français avec les moins de 16, 17, 18 et 19 ans,.
En 2017, il est sélectionné en équipe de France des moins de 20 ans pour le Championnat du monde junior 2017. Un an plus tard, en 2018, il est rappelé avec les moins de 20 ans pour le Tournoi des Six Nations des moins de 20 ans 2018. Après deux journées, il est nommé capitaine des Bleuets alors qu'Arthur Coville avait cette responsabilité. Les Français remportent ensuite ce tournoi.

### Débuts à Toulouse et Champion du monde junior en 2018
Après un Tournoi des Six Nations réussi avec les moins de 20 ans, Daniel Brennan fait ses débuts professionnels avec son club formateur le 5 mai 2018, lors de la 26e journée de Top 14 de la saison 2017-2018, face à l'ASM Clermont. Il entre en jeu à la place de Cyril Baille dans une défaite 36-26. Il s'agit de son seul match joué avec son club cette saison.
Après la fin de cette saison, il est sélectionné avec les Bleuets pour le Championnat du monde junior 2018. Les Français atteignent la finale de cette compétition et rencontrent l'Angleterre pour le titre. Pour ce match, il commence sur le banc des remplaçants puis entre en jeu à la place de Demba Bamba et les Français l'emportent  33 à 15,.

### Transfert à Montpellier puis Brive (2018-2024)
En 2018, à l'issue de sa première saison avec Toulouse, Daniel Brennan s'engage pour trois ans avec le Montpellier Hérault Rugby, qui lui propose un contrat largement supérieur à tout ce qui est proposé pour un joueur espoir habituellement. Il joue son premier match avec le MHR au mois de décembre, en Coupe d'Europe, contre le RC Toulon (défaite 38-28). Il participe à seulement quatre rencontres lors de sa première saison à Montpellier. Puis, en début de saison 2019-2020, il est victime d'une désinsertion de l'ischio-jambier de la cuisse gauche, le rendant indisponible durant six mois. Cette grave blessure lui fait manquer l'intégralité de la saison.
En novembre 2020, deux ans après son arrivée au MHR, en manque de temps de jeu dans l'Hérault où il n'a joué que six matchs avec l'équipe professionnelle, notamment à cause de nombreuses blessures et de la forte concurrence, il est libéré et rejoint le CA Brive,. En début de saison 2021-2022, après avoir retrouvé du temps de jeu et progressé, il prolonge son contrat jusqu'en 2025 avec Brive.
En novembre 2022, il est appelé avec les Barbarians français, dans un groupe de vingt-trois joueurs, pour affronter les Fidji au Stade Pierre-Mauroy.
Durant la saison 2023-2024, il se partage le temps de jeu au poste de pilier gauche avec le Tongien Wesley Tapueluelu. Cependant, sa saison est perturbée par plusieurs blessures. Opéré d’une rupture du tendon du biceps en milieu de saison, il ne dispute que douze matchs.
Depuis le 1er juin 2024, il est également trésorier du syndicat des joueurs professionnels de rugby Provale.

### Retour en Top 14 au RC Toulon (depuis 2024)
Après quatre saisons jouées à Brive, dont la dernière en Pro D2, Daniel Brennan quitte la Corrèze et fait son retour en Top 14 à partir de la saison 2024-2025, après s'être engagé au RC Toulon jusqu'en 2026. Il vient compenser le départ de Bruce Devaux, parti à l'USA Perpignan.

## Vie privée
Daniel Brennan est le fils de Trevor Brennan, ancien joueur du Stade toulousain et international irlandais de rugby à XV. Il est aussi le frère de Joshua Brennan, également joueur au Stade toulousain.

## Palmarès
- France -20
  - Vainqueur du Tournoi des Six Nations des moins de 20 ans en 2018.
  - Vainqueur du Championnat du monde junior en 2018.